# Box-office mondial des films d'horreur
Cette liste présente les films d'horreur ayant dépassé la barre des 200 000 000 $ au box-office mondial.
      : indique les films en cours de diffusion. (NB : il est possible que certains films aient été oubliés de ce classement.)
| Rang | Titre                                | Année | Budget        | Recettes en $ | Rentabilité | Réf    |
| ---- | ------------------------------------ | ----- | ------------- | ------------- | ----------- | ------ |
| 2    | Sixième Sens                         | 1999  | 40 000 000 $  | 672 806 292 $ | 1 682 %     | [ 1 ]  |
| 36   | Sans un bruit 2                      | 2021  | 61 000 000 $  | 297 713 818 $ | 488 %       |        |
| 1    | Ça                                   | 2017  | 35 000 000 $  | 701 796 444 $ | 2 001 %     | [ 2 ]  |
| 3    | Je suis une légende                  | 2007  | 150 000 000 $ | 585 349 010 $ | 390 %       | [ 3 ]  |
| 4    | World War Z                          | 2013  | 190 000 000 $ | 540 007 876 $ | 284 %       | [ 4 ]  |
| 5    | Ça : Chapitre 2                      | 2019  | 79 000 000 $  | 473 093 228 $ | 574 %       | [ 5 ]  |
| 6    | Les Dents de la mer                  | 1975  | 7 000 000 $   | 471 203 004 $ | 6 723 %     | [ 6 ]  |
| 7    | L'Exorciste                          | 1973  | 12 000 000 $  | 441 306 145 $ | 3 356 %     | [ 7 ]  |
| 8    | La Nonne                             | 2018  | 22 000 000 $  | 365 550 119 $ | 1 649 %     | [ 8 ]  |
| 9    | Hannibal                             | 2001  | 87 000 000 $  | 351 692 268 $ | 404 %       | [ 9 ]  |
| 10   | Sans un bruit                        | 2018  | 17 000 000 $  | 340 939 361 $ | 2 078 %     | [ 10 ] |
| 11   | Conjuring 2 : Le Cas Enfield         | 2016  | 40 000 000 $  | 320 392 818 $ | 801 %       | [ 11 ] |
| 12   | Conjuring : Les Dossiers Warren      | 2013  | 20 000 000 $  | 319 494 638 $ | 1 597 %     | [ 12 ] |
| 13   | Resident Evil : Chapitre final       | 2016  | 40 000 000 $  | 312 242 626 $ | 780 %       | [ 13 ] |
| 14   | Annabelle 2 : La Création du mal     | 2017  | 15 000 000 $  | 306 515 884 $ | 2 043 %     | [ 14 ] |
| 15   | Resident Evil: Afterlife             | 2010  | 60 000 000 $  | 300 228 084 $ | 500 %       | [ 15 ] |
| 16   | Apparences                           | 2000  | 100 000 000 $ | 291 420 351 $ | 291 %       | [ 16 ] |
| 17   | Split                                | 2017  | 9 000 000 $   | 278 454 358 $ | 3 094 %     | [ 17 ] |
| 18   | Le Silence des agneaux               | 1991  | 19 000 000 $  | 272 742 922 $ | 1 435 %     | [ 18 ] |
| 19   | Five Night At Freddy's               | 2023  | 20 000 000    | 260 500 000   | 1 000%      |        |
| 20   | Annabelle                            | 2014  | 6 500 000 $   | 257 047 661 $ | 3 954 %     | [ 19 ] |
| 21   | Halloween                            | 2018  | 10 000 000 $  | 255 485 178 $ | 2 514 %     | [ 20 ] |
| 22   | Get Out                              | 2017  | 4 500 000 $   | 255 413 717 $ | 5 667 %     | [ 21 ] |
| 23   | Us                                   | 2019  | 20 000 000 $  | 255 105 930 $ | 1 270 %     | [ 22 ] |
| 24   | Le Cercle                            | 2002  | 48 000 000 $  | 249 348 933 $ | 519 %       | [ 23 ] |
| 25   | Le Projet Blair Witch                | 1999  | 60 000 $      | 248 639 099 $ | 414 398 %   | [ 24 ] |
| 26   | Alien: Covenant                      | 2017  | 97 000 000 $  | 240 891 763 $ | 248 %       | [ 25 ] |
| 27   | Resident Evil: Retribution           | 2012  | 65 000 000 $  | 240 004 424 $ | 369 %       | [ 26 ] |
| 28   | Annabelle : La Maison du mal         | 2019  | 27 000 000 $  | 231 252 591 $ | 785 %       | [ 27 ] |
| 29   | Constantine                          | 2005  | 100 000 000 $ | 230 884 728 $ | 230 %       | [ 28 ] |
| 30   | Dracula                              | 1992  | 40 000 000 $  | 215 862 692 $ | 539 %       | [ 29 ] |
| 31   | Les Autres                           | 2001  | 17 000 000 $  | 209 947 037 $ | 1 235 %     | [ 30 ] |
| 32   | Les Dents de la mer 2                | 1978  | 20 000 000 $  | 208 900 376 $ | 1 044 %     | [ 31 ] |
| 33   | Sleepy Hollow                        | 1999  | 70 000 000 $  | 207 068 340 $ | 296 %       | [ 32 ] |
| 34   | Paranormal Activity 3                | 2011  | 5 000 000 $   | 207 039 844 $ | 4 140 %     | [ 33 ] |
| 35   | Conjuring : Sous l'emprise du Diable | 2021  | 39 000 000 $  | 201 956 074 $ | 517 %       | [ 34 ] |